# Ingolf Wunder
Ingolf Wunder (Klagenfurt, Austria, 8 de septiembre de 1985) es un pianista y director de orquesta austríaco.

## Estudios
Nació en la ciudad austríaca de Klagenfurt, donde comenzó sus estudios musicales a la edad de cuatro años tocando el violín. Más tarde, a los 14 años, su talento para el piano fue descubierto casualmente por un maestro de Linz, Horst Mattheus. A pesar de haber alcanzado un alto nivel con el violín, después de diez años, decidió cambiarlo por el piano, dedicándose por completo a este último. Para ello, se trasladó al Conservatorio de Música de Linz, y comenzó estudios intensivos de piano bajo la tutela del profesor Mattheus.
Graduado en la Universität für Musik und darstellende Kunst Wien, en 2008 Wunder comenzó a estudiar con Adam Harasiewicz, pianista polaco y ganador del Concurso International Chopin de 1955. Dos años después, en 2010, decidió participar en dicho concurso, en la que sería su segunda participación. Después de la edición de 2005, donde no llegó a la final, en 2010 ganó el segundo premio, el cual le trajo reconocimiento internacional, y le llevó a firmar como artista exclusivo de Deutsche Grammophon en febrero de 2011.
Después de su éxito en el Concurso Chopin, además de tocar en conciertos y numerosas giras, en 2012 obtiene su diploma en dirección orquestal.
Desde 2011 hasta la actualidad, ha grabado cuatro discos para Deutsche Grammophon, además de numerosas actuaciones en Europa, Asia y América, incluyendo salas como la del Musikverein de Vienna, Konzerthaus de Berlín, Liederhalle de Stuttgart, Laiszhalle de Hamburgo, Queen Elizabeth Hall, Wigmore Hall y Cadogan Hall en Londres, Sala Verdi en Milán, Teatro Manzoni en Bolonia, Tonhalle en Zúrich, Auditorio Lyon, Théâtre du Palais Royal en París, Filharmonia Narodowa de Varsovia, Filarmónica de Cracovia, Rudolfinum en Praga, Teatro Mariinski de San Petersburgo, Suntory Hall en Tokio, Teatro Municipal en Santiago de Chile, National Concert Hall en Taipéi, etc.

## Premios
- Septiembre de 1999 - VI Concorso Internazionale di Musica - Premio Vittoria Caffa Righetti (Cortemilia, Italia) - 1.er Premio
- Octubre de 1999 - XIV European Music Competition en (Torino, Italia) - el ganador de su grupo
- Noviembre de 1999 - 63. Steinway Piano Competition (Hamburgo, Alemania) - 1.er Premio
- Marzo de 2000 - Concurso Musical de Francia en (Asti) - 1.er Premio
- Mayo de 2000 - Prima la musica 2000 Music Competition (Feldkirch, Austria) - 1.er Premio
- Junio de 2000 - VI Trofeo Internazionale (Casarza Ligure, Italy) - 1.er Premio
- Septiembre de 2001 - 36. Großer Ferenc Liszt Wettbewerb en (Budapest, Hungría) - Premio Liszt Ciudad de Budapest
- Octubre de 2010 - XVI Concurso Internacional de Piano Frédéric Chopin en (Varsovia, Polonia) - 2.º Premio, Premio por la mejor interpretación de la Polonesa-fantasía op. 61, Premio por la mejor interpretación del Concierto.